# Samorost
Samorost es un juego de puzle de tipo aventura desarrollado por Amanita Design. El primer juego de la serie Samorost fue puesto en marcha en 2003 gratis en el sitio web de Amanita Design.

## Desarrollo

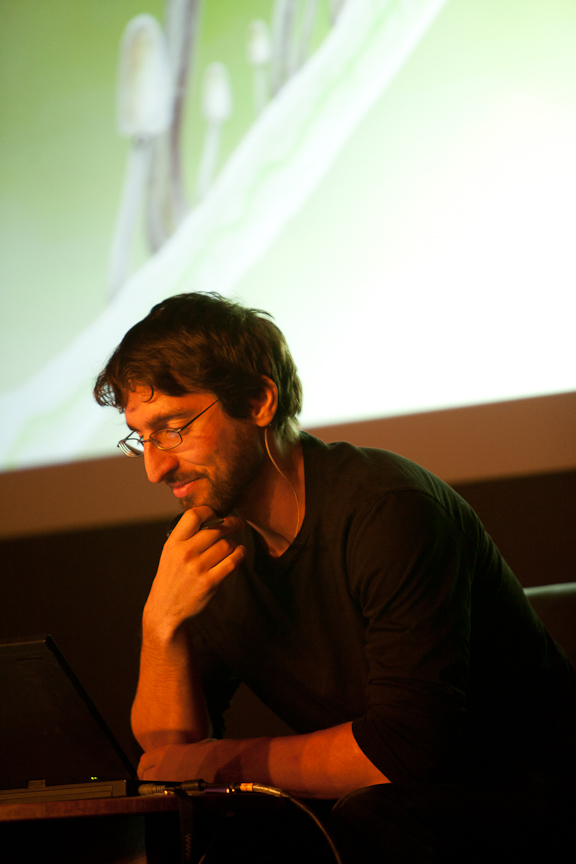
Jakub Dvorský, creador de Samorost.

Samorost fue creado por Jakub Dvorský mientras era un estudiante en la Academia de Artes, Arquitectura y Diseño en Praga, en el departamento de Diseño Gráfico y Comunicación Visual en 2003. Aunque corto y simple, sus gráficos surreales y puntuación memorable hicieron al juego destacarse. El objetivo del juego es evitar una colisión entre el planeta de los gnomos y una gran nave espacial.
Samorost fue nominado al premio Webby en 2004 y al premio Top Talent en 2003.

## Juego
El jugador interactúa con el mundo a través de una simple interfaz de point and click dirigiendo un pequeño humanoide vestido de blanco con un pequeño gorrito y botas marrones (llamado simplemente «gnomo» por Dvorsky). El objetivo del juego «Samorost» es resolver una serie de puzzles y rompecabezas. Los puzles están enlazados secuencialmente formando una historia de aventuras. El juego no contiene ni inventario ni diálogo y la resolución de los puzles principalmente consiste en clickear en la pantalla elementos en el orden correcto. Resolver un puzle transportará inmediatamente al jugador a la siguiente pantalla.

## Estética
El juego cuenta con escenarios surrealistas orgánicos, estos mezclan conceptos naturales y tecnológicos (a menudo ofreciendo fotografías manipuladas de pequeños objetos para que parezcan muy grandes), un creativo diseño de personajes y una única atmósfera musical. Las pistas de música están disponibles a través de iTunes. Samorost significa «madera a la deriva».

## Banda sonora
La banda sonora para el videojuego «Samorost» fue seleccionada por el fundador de Amanita design Jakub Dvorský de diversas fuentes. No fue lanzado oficialmente en ningún formato; sin embargo, fue extraído del juego por un fan y subido a Internet.